# Pronia (stacja kolejowa)
Pronia (ros. Проня) – stacja kolejowa w miejscowości Pronia, w rejonie spasskim, w obwodzie riazańskim, w Rosji. Położona jest na linii Moskwa – Riazań – Samara.

## Historia
Stacja powstała w XIX w. pomiędzy stacjami Jasakowo i Szełuchowo.